# Jacques Benveniste
Jacques Benveniste (12 de marzo de 1935 - 3 de octubre de 2004) fue un médico, bioquímico e inmunólogo francés, codescubridor del factor activador de plaquetas.

## Biografía
Nació en París en una familia acomodada de origen judío sefardita y fue piloto de carreras hasta que se vio forzado a retirarse después de una lesión de espalda. Entonces su familia lo orientó hacia la medicina. Después de graduarse en la Universidad de París se dio cuenta de que su lesión de espalda le hacía difícil encorvarse sobre los pacientes y se dirigió a la investigación inmunológica. De 1965 a 1969 trabajó en el CNRS, el Instituto Francés para la Investigación del Cáncer. De 1969 a 1972 trabajó en la Scripps Clinic and Research Foundation en California. Se hizo un nombre de cierto prestigio como miembro del equipo que aisló una hormona de la sangre llamada factor de activación de plaquetas.
De vuelta a Francia, se le nombró director de inmunología del laboratorio del INSERM en París. Allí patentó una prueba de alergias llamada prueba de desgranulación de basófilos. La prueba era poco original y él sólo le dio una aplicación comercial. La mayoría de los expertos afirman que la prueba no tiene ninguna utilidad.
Benveniste murió en París a los 69 años. Se casó dos veces y tuvo cinco hijos.
En 1979 publicó un conocido artículo sobre la estructura de un factor de activación de plaquetas y su relación con la histamina. Fue el director de la Unidad 200 del INSERM, que estudiaba inmunología, alergia e inflamación.
En 1988 Benveniste estuvo en el centro de una gran controversia internacional, cuando publicó un artículo en la prestigiosa revista científica Nature, en el que exponía una serie de experimentos sobre desgranulación de basófilos disparada por anticuerpos IgE (del grupo de la inmunoglobulina E) muy diluidos. Estos hallazgos parecían apoyar el concepto de homeopatía. Los biólogos estaban desconcertados por los resultados de Benveniste porque en las altas diluciones de Benveniste no quedaba ninguna molécula de los anticuerpos originales. Benveniste concluyó que la configuración de las moléculas en el agua era activa biológicamente. Un periodista acuñó el término “memoria del agua” para esa hipótesis. En los años 90 Benveniste también afirmó que esa “memoria” podía ser digitalizada, transmitida y reintroducida en otra muestra de agua, de forma que contendría las mismas cualidades que la primera muestra.
Como condición previa a su publicación, la revista Nature pidió que los resultados se replicaran por laboratorios independientes. El controvertido artículo finalmente lo firmaron conjuntamente cinco laboratorios, dos de ellos situados en Canadá, los demás en Italia, Israel y Francia.
Después de la publicación del artículo se hizo un seguimiento de la investigación por un grupo que incluía a John Maddox, físico y director de la revista Nature, James Randi, ilusionista y escéptico, y Walter Stewart, experto en fraudes que recientemente había levantado sospechas sobre el trabajo del premio Nobel David Baltimore.

## Publicación en Nature e investigación

### Condiciones de publicación inusuales
Nature accedió a publicar el artículo en junio de 1988 con dos condiciones inusuales:
1. Que Benveniste obtuviera de otros laboratorios una confirmación previa de sus resultados.
2. Que un equipo seleccionado por Nature pudiera investigar su laboratorio después de la publicación.

Benveniste aceptó las condiciones. Los resultados fueron replicados por cuatro laboratorios en Milán, Toronto, Tel-Aviv y Marsella.

### Reserva editorial inusual
Después de la replicación de los resultados, el artículo se publicó en Nature, que imprimió en el mismo ejemplar un editorial titulado “Cuándo creer lo increíble” y añadió al artículo la siguiente reserva editorial:

Editorial reservation. Readers of this article may share the incredulity of the many referees who have commented on several versions of it during the past several months. The essence of the result is that an aqueous solution of an antibody retains its ability to evoke a biological response even when diluted to such an extent that there is a negligible chance of there being a single molecule in any sample. There is no physical basis for such an activity. With the kind collaboration of Professor Benveniste, Nature has therefore arranged for independent investigators to observe repetitions of the experiments. A report of this investigation will appear shortly.
‘Reserva editorial: Los lectores de este artículo compartirán la incredulidad de muchos evaluadores de artículos (referees) que han comentado las versiones del artículo durante los pasados meses. La esencia del resultado es que la solución acuosa de un anticuerpo mantiene la facultad de provocar una respuesta biológica aún cuando esté diluida hasta el punto de que haya una probabilidad remotísima de encontrar una molécula de la muestra. No hay bases físicas para que tenga lugar esa actividad. Con la amable colaboración del Profesor Benveniste, Nature ha organizado a varios investigadores independientes para observar las repeticiones de los experimentos. Próximamente aparecerá un informe sobre dicha investigación.’

### Observaciones metodológicas al estudio de Benveniste
Una semana después de la publicación del artículo, Nature envió un equipo de tres investigadores al laboratorio de Benveniste para intentar replicar sus resultados bajo condiciones controladas. El equipo lo formaban el editor de Nature y físico Sir John Maddox, el químico e investigador de fraudes Walter Stewart y el ilusionista James Randi. El 4 de julio de 1988 el equipo arribó a París para hacer la investigación.
El experimento separaba 2 tipos de probetas, uno con agua homeopática y otro con agua normal (control) y luego se sometían a la prueba de desgranulación de basófilos. El equipo se concentró en los registros del laboratorio y examinaron siete intentos para replicar el estudio de Benveniste. Los tres primeros intentos salieron favorables. Sin embargo, el equipo de Nature no estaba satisfecho con el rigor de la metodología. El equipo notó que el hecho de que Benveniste supiera cuáles eran las muestras homeopáticas y cuáles las de control (aquellas que eran simplemente agua), podría influir en los resultados del experimento. De esta forma, el equipo tomó las muestras homeopáticas, así como las de control y las cambió de lugar para luego designarlas con un código que sólo ellos conocían. El código fue colocado en un sobre y luego pegado en el techo del laboratorio a la vista de todos. De esta forma solamente el equipo evaluador sabía cuáles eran las muestras de control y cuáles eran las homeopáticas. El cuarto intento fue de nuevo favorable aunque Maddox y su equipo lo rechazaron a priori, los tres intentos restantes fueron desfavorables. Ante la negativa de Benveniste a retractarse, el equipo publicó en el ejemplar de Nature de julio de 1988 las siguientes críticas al estudio original de Benveniste:
1. Los experimentos de Benveniste estaban "mal controlados estadísticamente" y el laboratorio no estaba familiarizado con el concepto de error de muestreo. El método para tomar valores de control no era fiable y "no se había hecho ningún esfuerzo sustancial para excluir el error sistemático, incluyendo el sesgo o prejuicio del observador".
2. "La interpretación se había difuminado por la exclusión de medidas que chocaban contra lo que se buscaba". En particular, "la sangre que no se desgranulaba era grabada pero no se incluía en los análisis preparados para la publicación". Además el experimento a veces fallaba completamente durante "periodos de varios meses".
3. Había una insuficiente "evitación de contaminación" y en una gran proporción "la fuente de sangre para los experimentos no estaba controlada".
4. El estudio no había revelado previamente que "los salarios de dos de los coautores del artículo publicado fueron pagados por contrato entre el INSERM 200 y la compañía francesa Boiron et Cie."
5. "El fenómeno descrito no es reproducible". "Creemos que los datos experimentales se han asentado sin ninguna crítica y sus imperfecciones no se han reportado adecuadamente."

### Respuesta de Benveniste
En el mismo ejemplar de la revista Nature y en otro comentario posterior Benveniste ridiculizó al equipo de Nature como una "burla de la investigación científica" y avisó a otros científicos para que no permitieran tales investigaciones en sus laboratorios. Afirmó que tales "brujas de Salem o persecuciones del tipo McCarthy matarían la ciencia". Algunas de sus críticas fueron:
1. "Las adulaciones se pagan a nuestra honestidad; aunque la acusación de engaño fue rampante". Por ejemplo, el equipo de Nature sobreentendió que la financiación parcial desde la industria homeopática era causa de preocupación, aunque la financiación de la investigación desde la industria —tanto homeopática como no homeopática— es habitual.
2. El equipo de no-biólogos mostró "amateurismo", falló al tratar de entender "nuestro sistema biológico", creó una atmósfera de "sospecha constante", y el miembro James Randi hizo trucos y acrobacias como pegar información al techo para evitar su alteración.
3. El equipo llegó sin un plan previo, y basándose en una semana de trabajo "borró cinco años de nuestro trabajo y de otros cinco laboratorios".
4. Los intentos ciegos del experimento probablemente fallaron debido a "controles erráticos", la excesiva carga de trabajo y el diseño experimental propuesto por el equipo.
5. Benveniste rechazó totalmente las alegaciones del equipo sobre la poca familiaridad con el error de muestreo y la falta de fiabilidad de sus valores de control.[4]

Algunos críticos señalaron además que el equipo de Nature no declaró conflictos de intereses por parte del Comité para la investigación escéptica (CSICOP).

## Josephson y APS
Benveniste obtuvo el apoyo público de Brian Josephson, un premio Nobel de física con reputación de apertura de mente para las afirmaciones paranormales. En 1999 la revista Time escribió que en respuesta al escepticismo del físico Robert Park, Josephson había retado a la American Physical Society (APS) a supervisar una réplica del experimento de Benveniste, usando un "experimento aleatorio doble ciego", en el que afirmaba que se transferían por internet las características del agua diluida homeopáticamente. El APS aceptó y se ofreció a cubrir los gastos del experimento. Benveniste escribió "nosotros estamos de acuerdo" en su circular informativa de DigiBio como respuesta a la oferta de James Randi de pagar un millón de dólares de premio si el experimento tenía éxito. Randi escribió que Benveniste y Josephson no continuaron con el reto.

## INSERM
La edición de julio de 1989 de la revista Nature reportó que el INSERM (Institut National de la Santé et de la Recherche Médicale) había puesto a Benveniste en periodo de prueba siguiendo una evaluación rutinaria de su laboratorio. Aunque el INSERM encontró que las actividades del laboratorio eran en general ejemplares, expresó un serio disgusto con sus estudios sobre altas diluciones, y le criticó por "un análisis insuficientemente crítico de los resultados reportados, el carácter arrogante de las interpretaciones que hacía de ellos y el uso abusivo de su autoridad científica cuando informaba al público".
Al principio se pensó dispersar y cerrar la Unidad 200 del INSERM, pero Benveniste continuó trabajando en la Unidad 200 del INSERM hasta el año 2000.

## Premio Ig Nobel
A Benveniste le han concedido dos premios Ig Nobel de Química. Los premios Ig Nobel son una parodia de los Premios Nobel.
El primero en 1991 describe a Jacques Benveniste como un "prolífico prosélito y corresponsal dedicado de Nature, por su persistente creencia de que el agua es un líquido inteligente, y por demostrar a su satisfacción que el agua es capaz de recordar eventos mucho después de que cualquier traza de dichos eventos se han disipado".
El segundo en 1998 cita "su descubrimiento homeopático de que el agua no sólo tiene memoria, sino que la información que contiene puede ser transmitida por las líneas telefónicas y por Internet".